# Annick Wilmotte

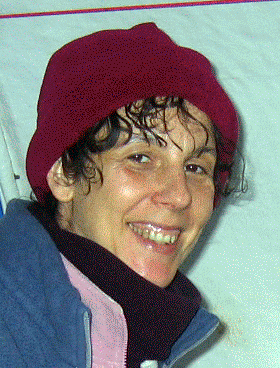
Annick Wilmotte (2016).

Annick Wilmotte es una investigadora antártica belga, conocida por su investigación sobre la diversidad y ecología de la microflora cianobacteriana antártica. Un género de cianobateria antártica, llamada Wilmottia, recibió su nombre en reconocimiento a su trabajo en este campo.

## Biografía
Wilmotte se licenció en Ciencias Botánicas en la Universidad de Lieja en 1982. Su tesis de licenciatura investigó el uso de cianobacterias marinas epifitas como indicadores de contaminación de la Bahía de Calvi, Córcega, Francia. Posteriormente completó su doctorado en Ciencias Botánicas en la Universidad de Lieja. El título de su tesis fue "Contribución a la caracterización taxonómica y ecológica de las Oscilatoriáceas epifitas marinas (Cyanophyceae) del cultivo experimental y estudios de ácidos nucleicos".

## Carrera e impacto
Wilmotte, actualmente Investigador Asociado del FRS-FNRS, que trabaja en la Universidad de Lieja, tiene reconocida experiencia en la investigación del aislamiento, cultivo y caracterización de cianobacterias por métodos fenotípicos y genotípicos, ha contribuido a la taxonomía molecular de las cianobacterias y ha destacado la importancia de la diversidad microbiana antártica. Su trabajo polar se refiere a la diversidad microscópica y genotípica de las cianobacterias en los esteros microbianos antárticos (MICROMAT, LAQUAN, AMBIO) y el uso de ADN fósil para la reconstrucción de la paleodiversidad cianobacteriana (HOLANT).
Willmotte está coordinando el proyecto BELSPO CCAMBIO utilizando metodologías de alto rendimiento para investigar la biodiversidad microbiana y la biogeografía en esteras bentónicas lacustres a escala del continente antártico También participó en el estudio de la diversidad de las cianobacterias picoplanctónicas en el océano Austral y el mar Ártico.
Desde 2011, ha sido la promotora y curadora de la colección pública de cianobacterias BCCM/ULC, una colección pública dedicada, que actualmente contiene una de las mayores colecciones de cianobacterias documentadas (sub)polares del mundo. La colección acepta depósitos de cianobacterias polares y permite su distribución a científicos e industrias, para su posterior investigación.
Wilmotte ha sido delegada de Bélgica en el Comité para la Protección del Medio Ambiente en la Reunión Consultiva del Tratado Antártico desde 2008, es también Secretaria del Comité Nacional Belga de Investigación Antártica de la Real Academia de Bélgica y delegada de Bélgica en el Grupo Científico Permanente - Ciencias de la Vida del Comité Científico de Investigación Antártica desde 2012.

## Divulgación científica
Wilmotte es reconocida por su trabajo de divulgación científica sobre el Tratado Antártico y también sobre la importancia de los microorganismos antárticos.

## Premios y distinciones
Un nuevo género de cianobacterias (Wilmottia), descrito originalmente desde la Antártida, fue dedicado a ella por sus colegas, y en 1999 fue galardonada con el premio l'Adjudant Lefévre de las Ciencias de la Real Academia de Bélgica.